# Saab Automobile

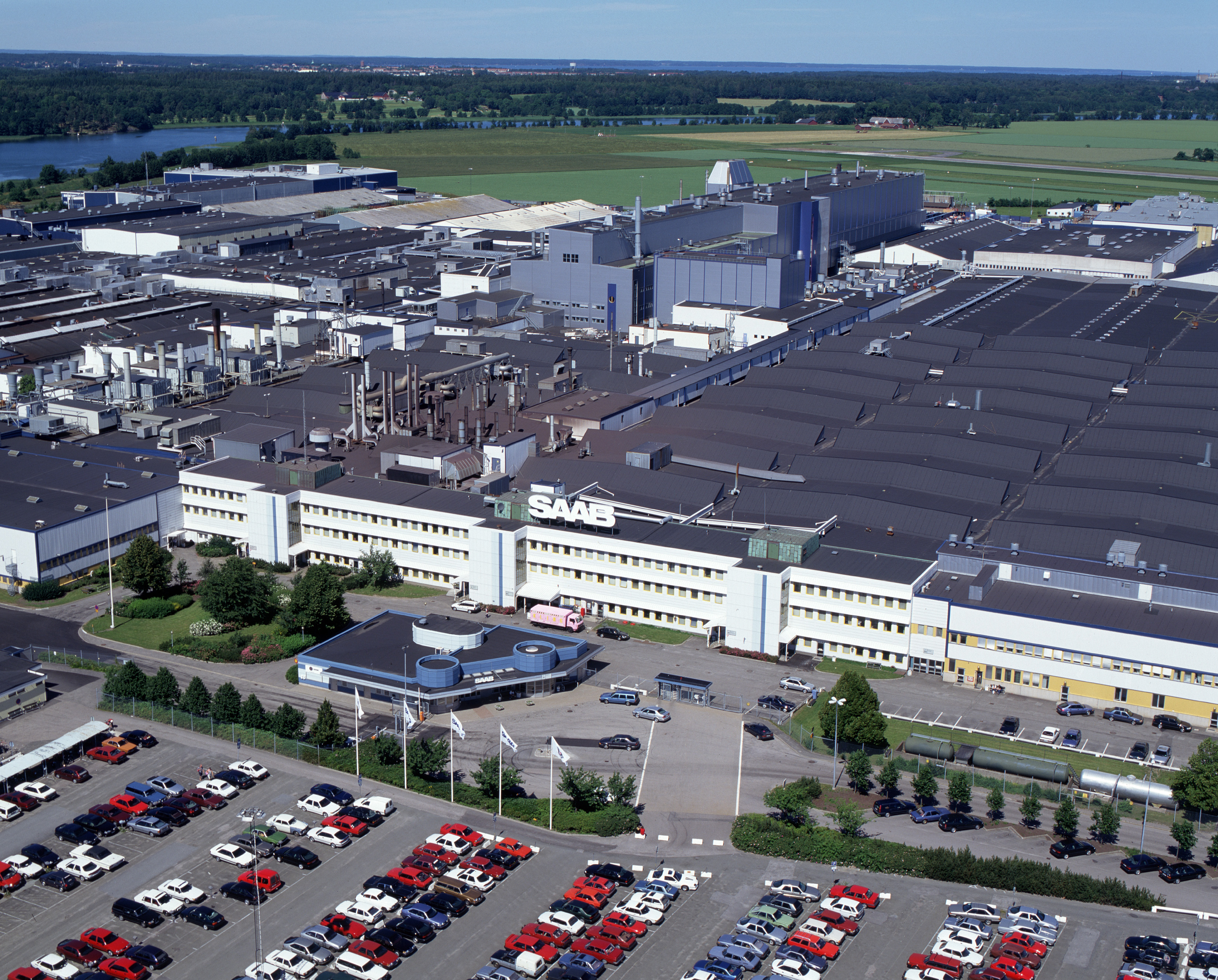
Fabryka w Trollhättan

Saab Automobile AB (Svenska Automobile Aktie Bolaget; SAAB) – były szwedzki producent samochodów osobowych, powstały w 1947 roku jako spółka przedsiębiorstwa lotniczego SAAB.

## Historia

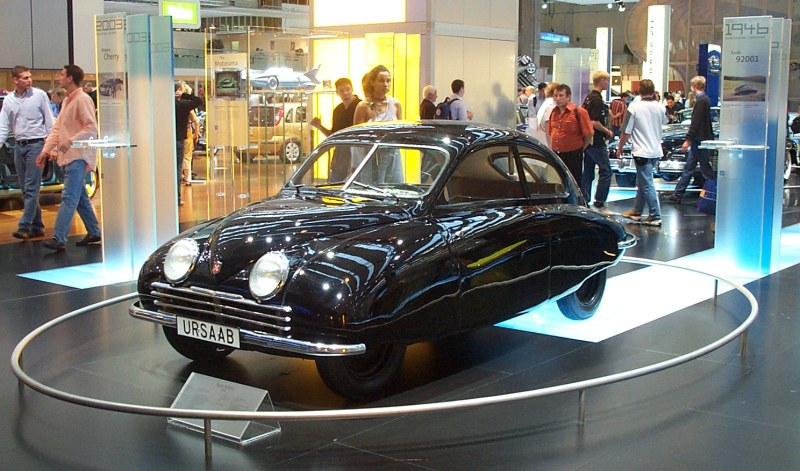
Pierwszy samochód prototypowy marki Saab – Ursaab

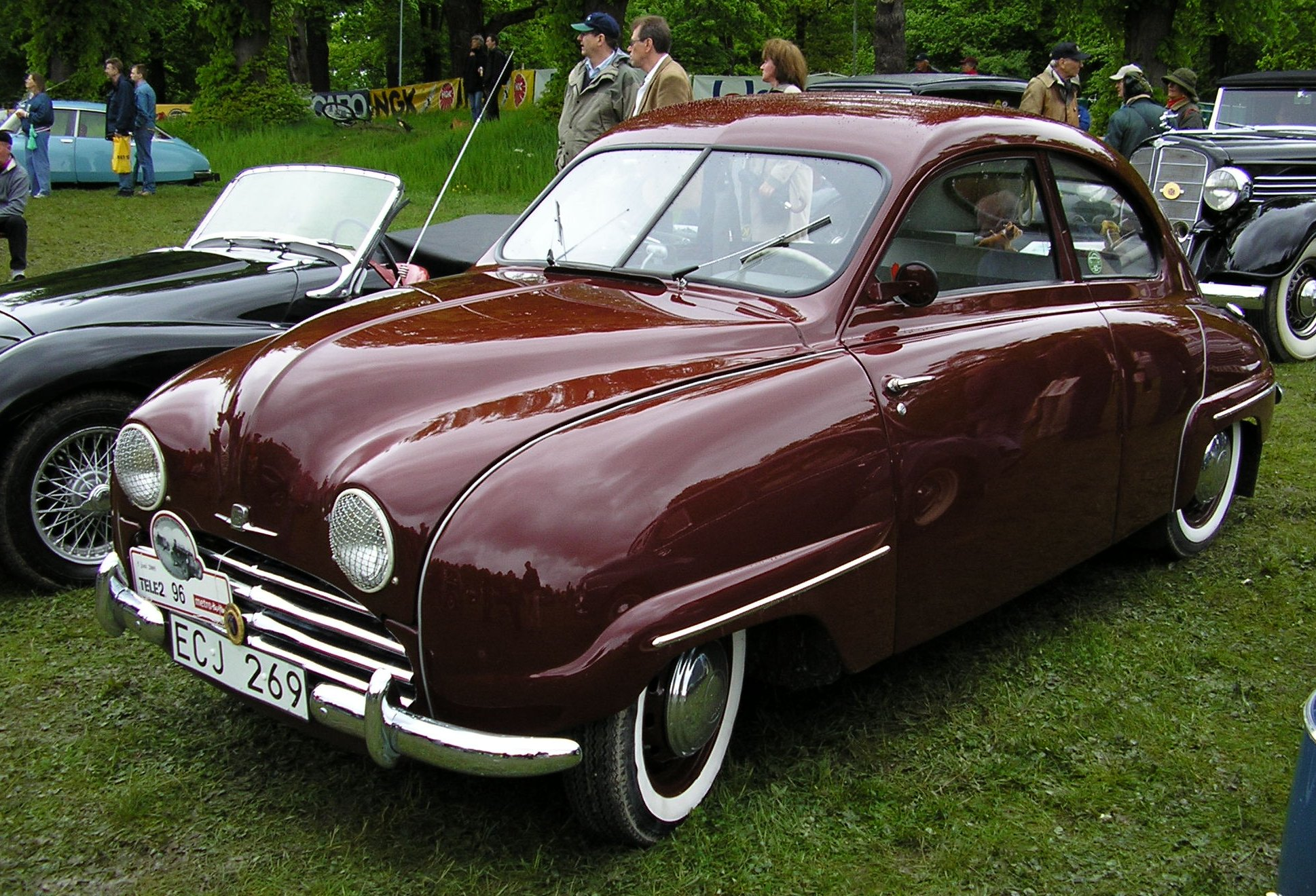
Saab 92 z 1955 roku

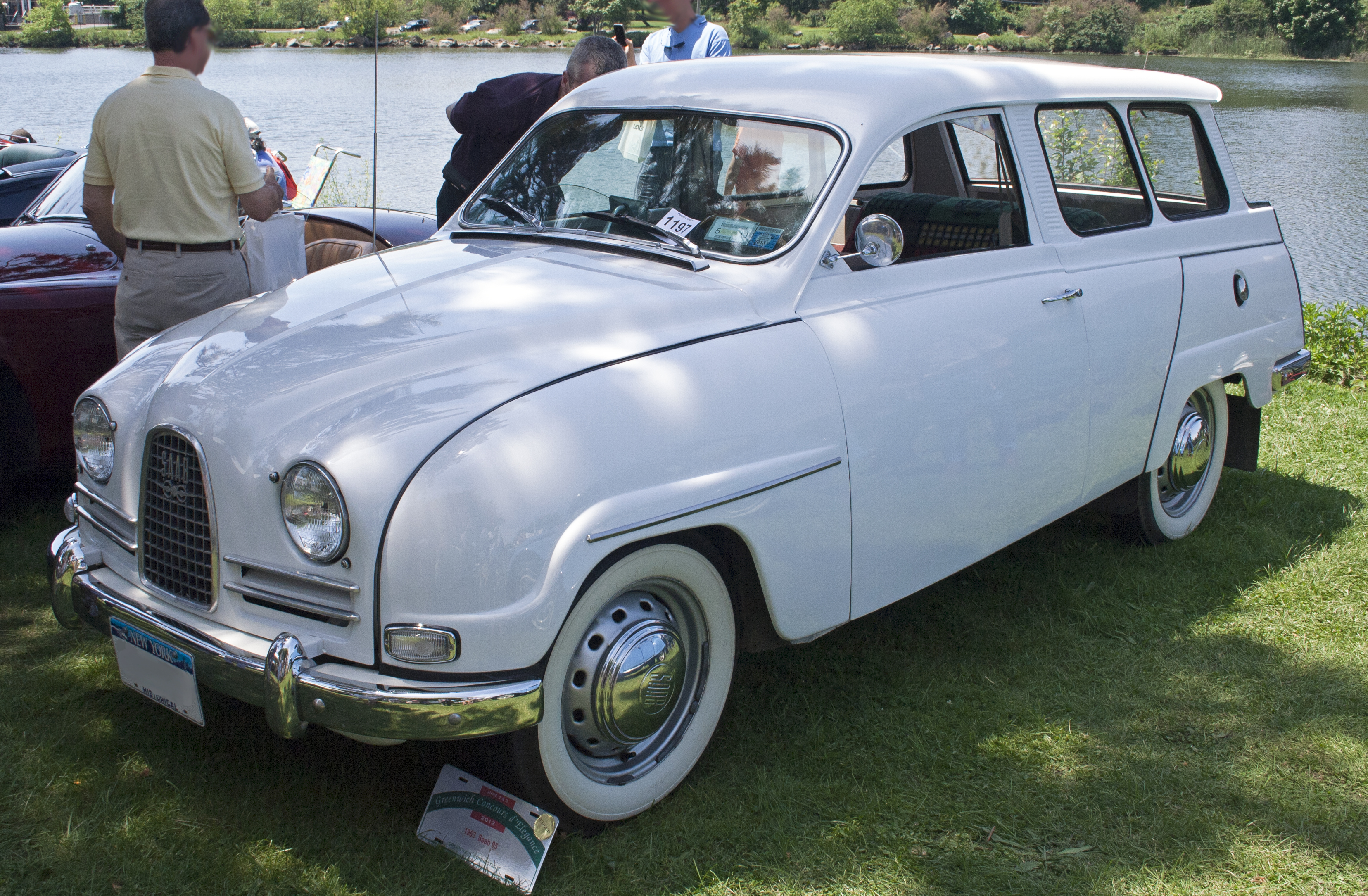
Saab 95 z 1963 roku

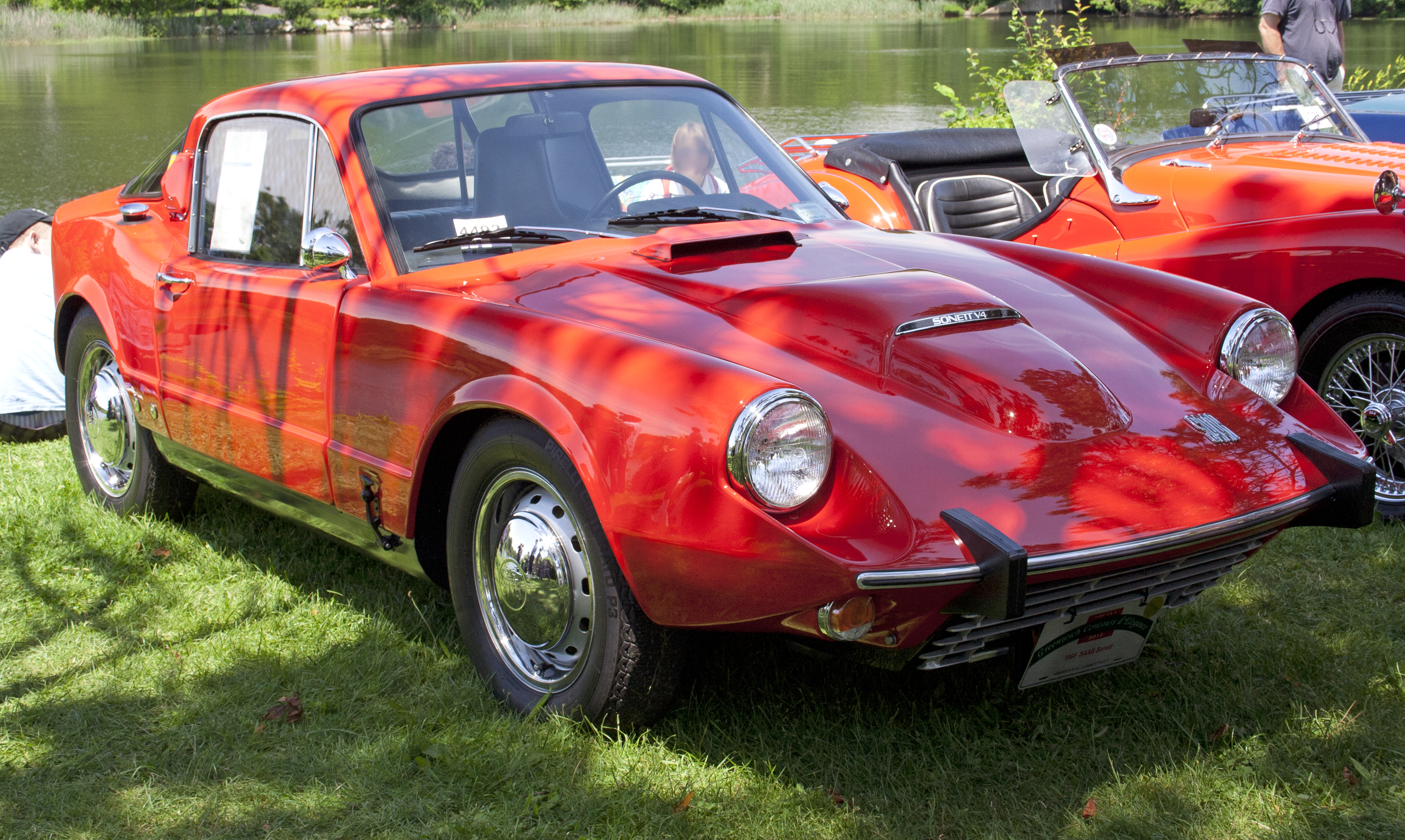
Saab Sonett V4 z 1968 roku

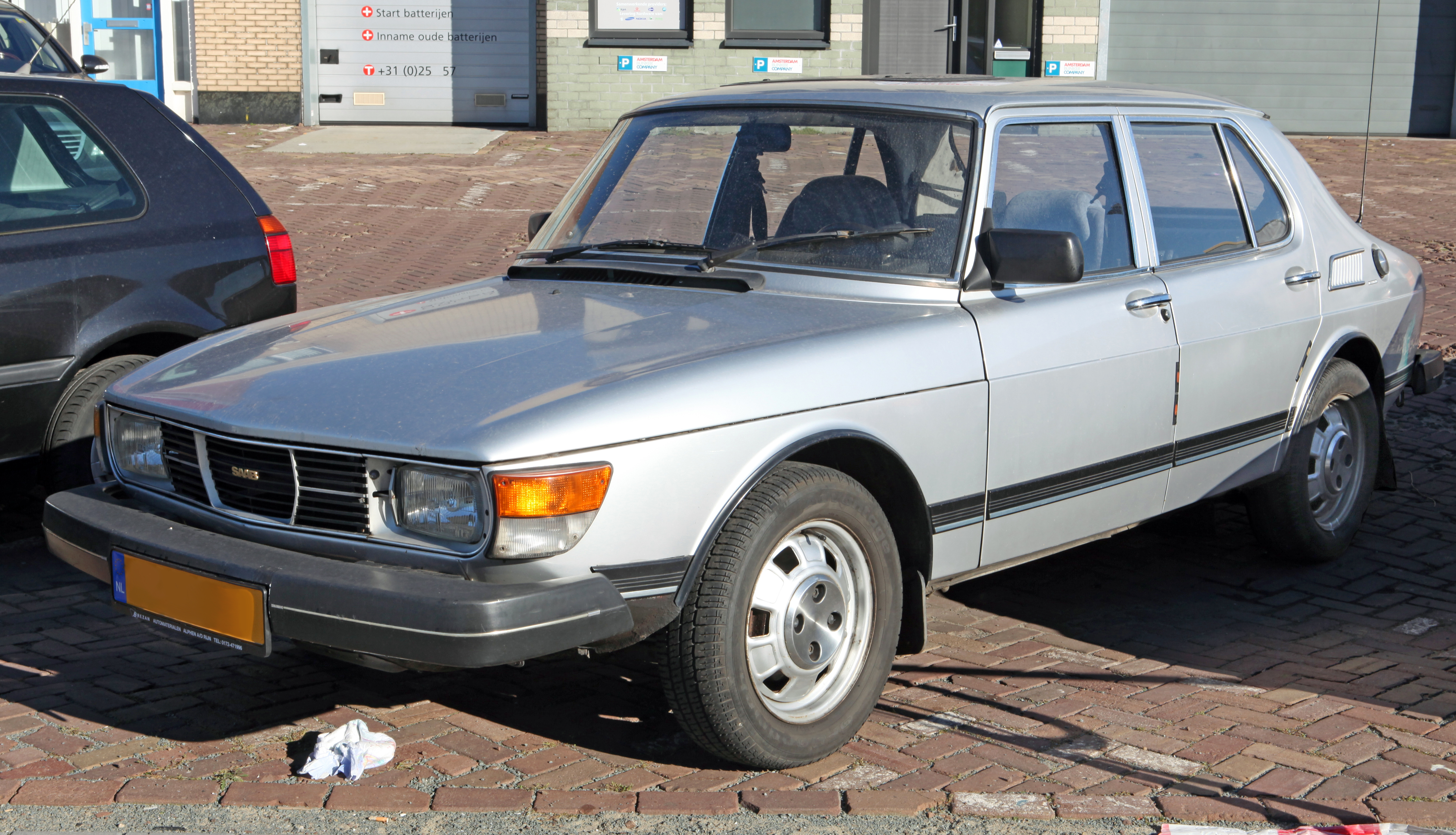
Saab 99 z 1982 roku

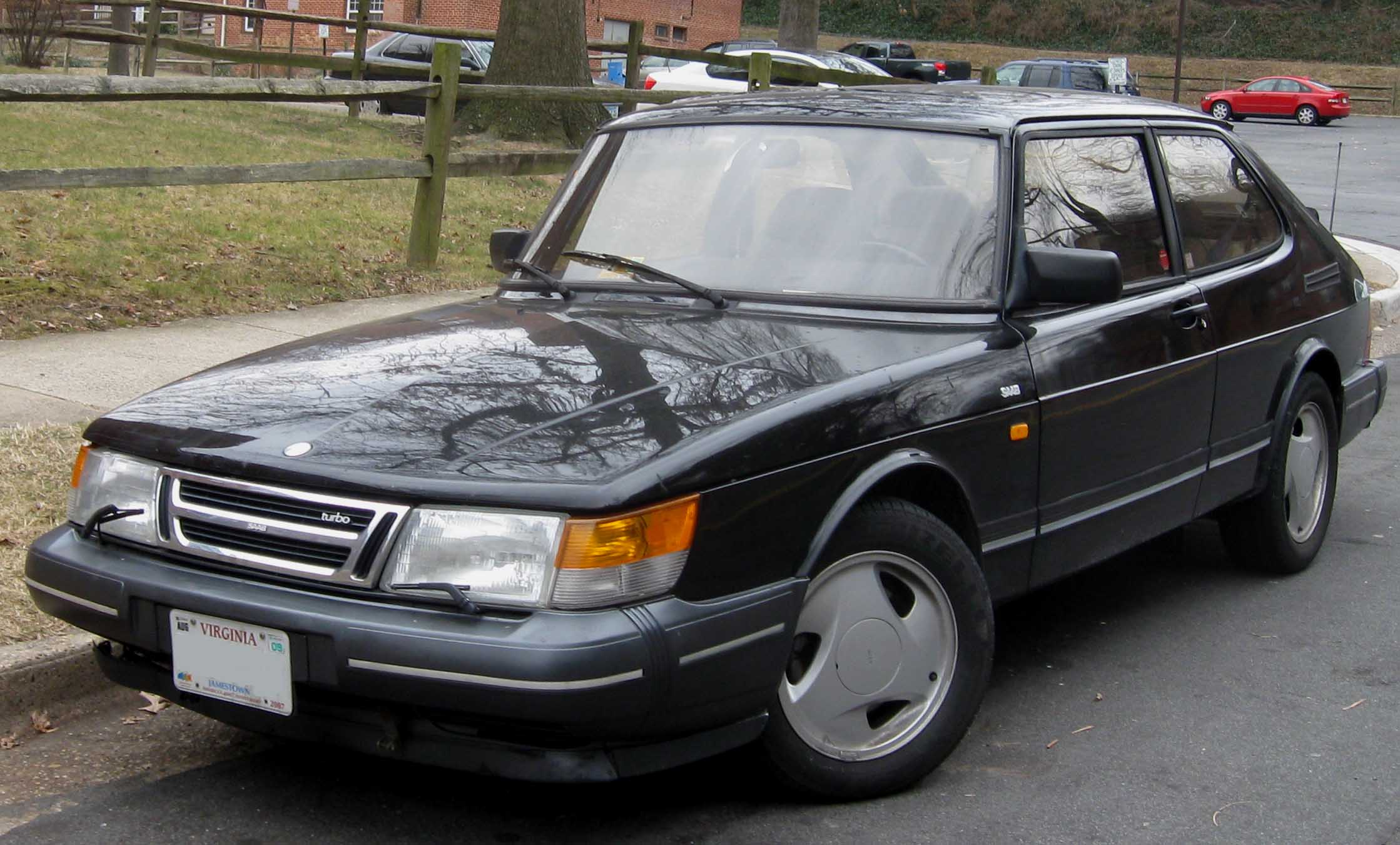
Saab 900 (krokodyl)

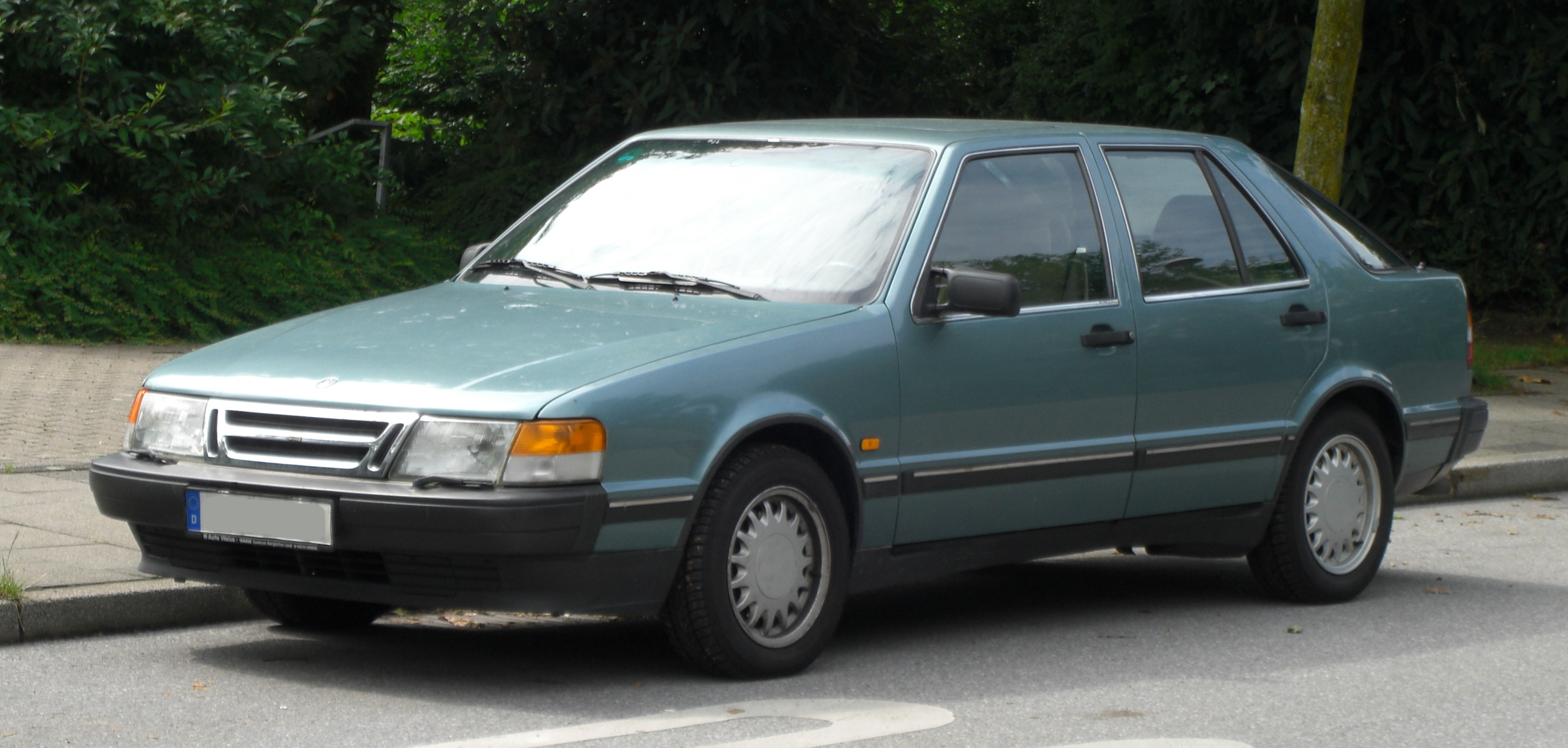
Saab 9000

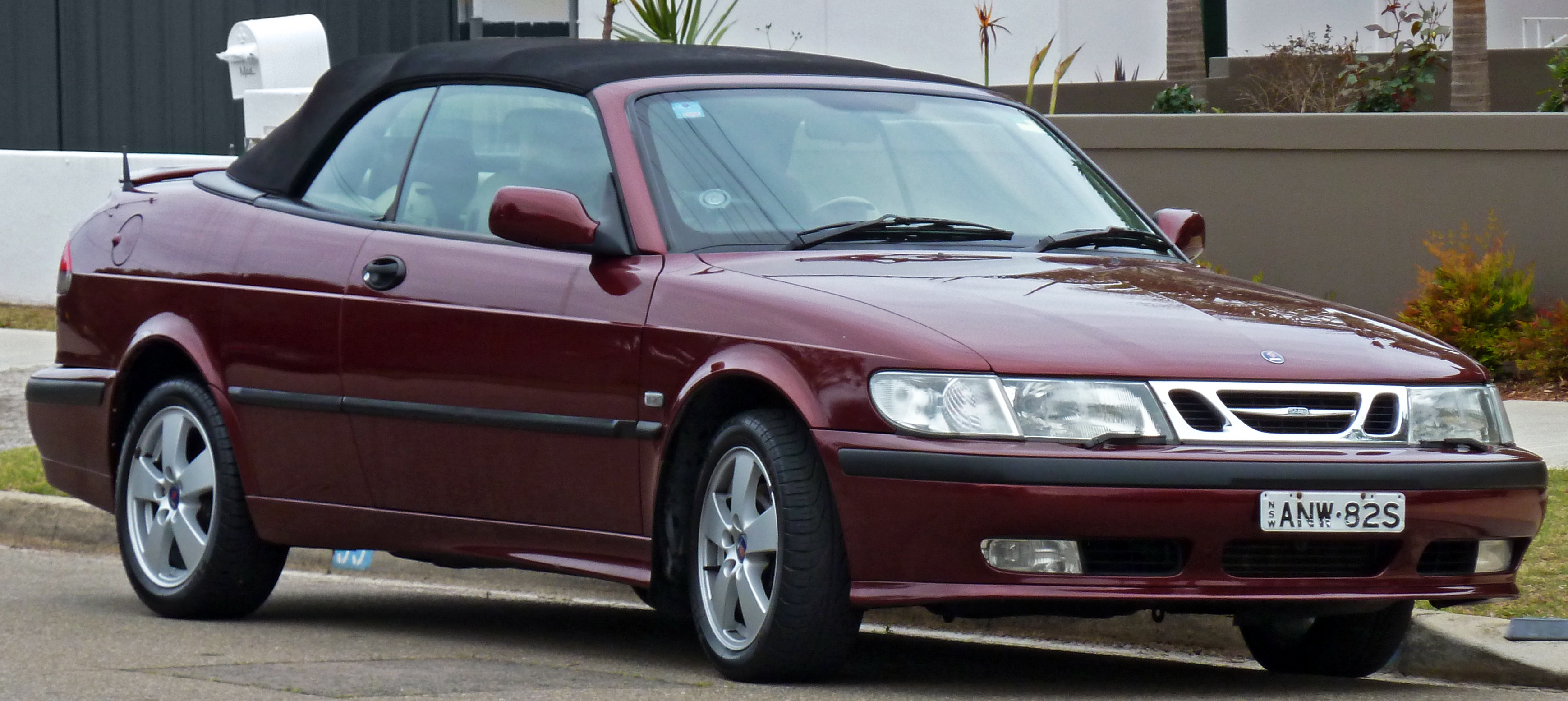
Saab 9-3 I Anniversary cabrio

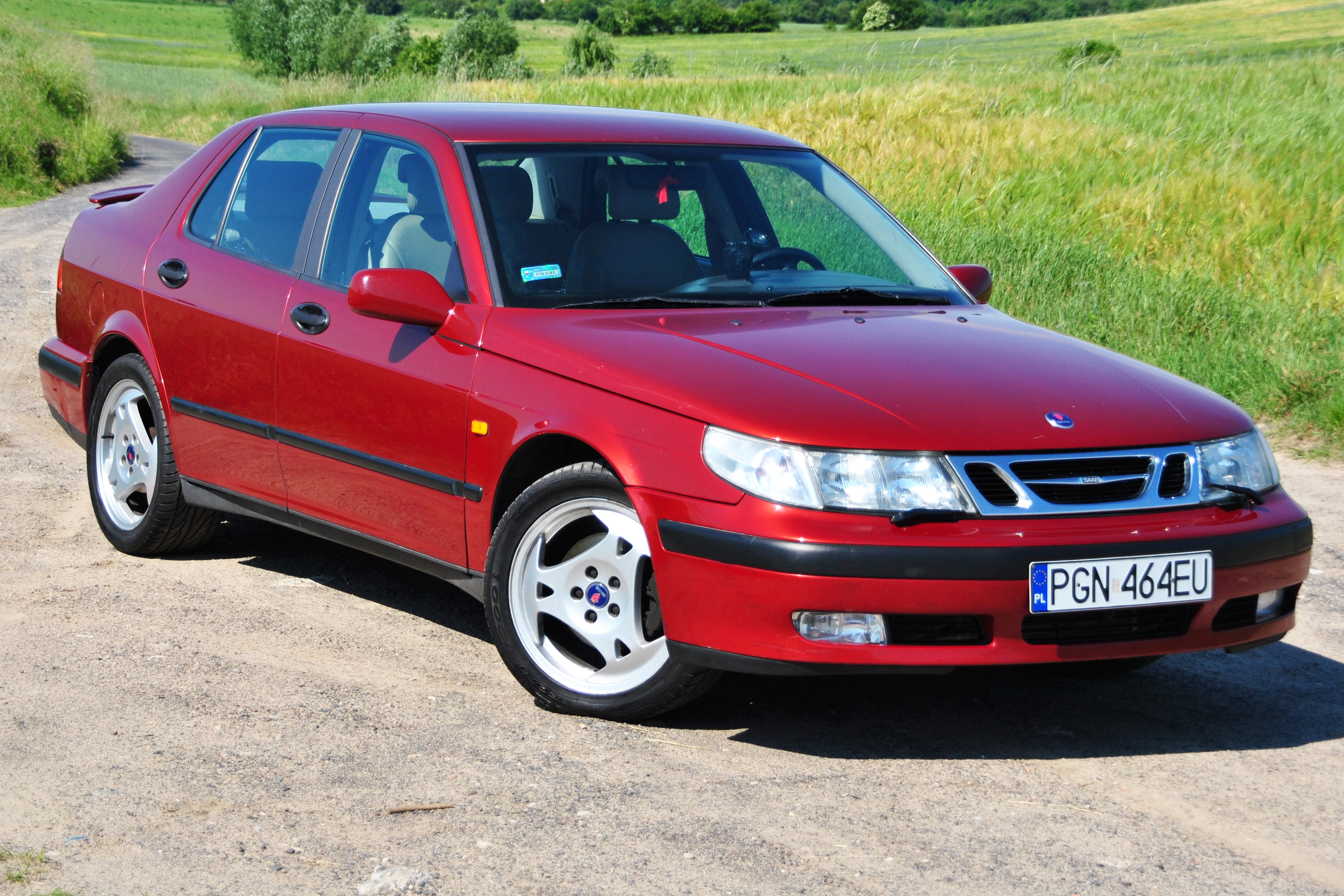
Saab 9-5 I

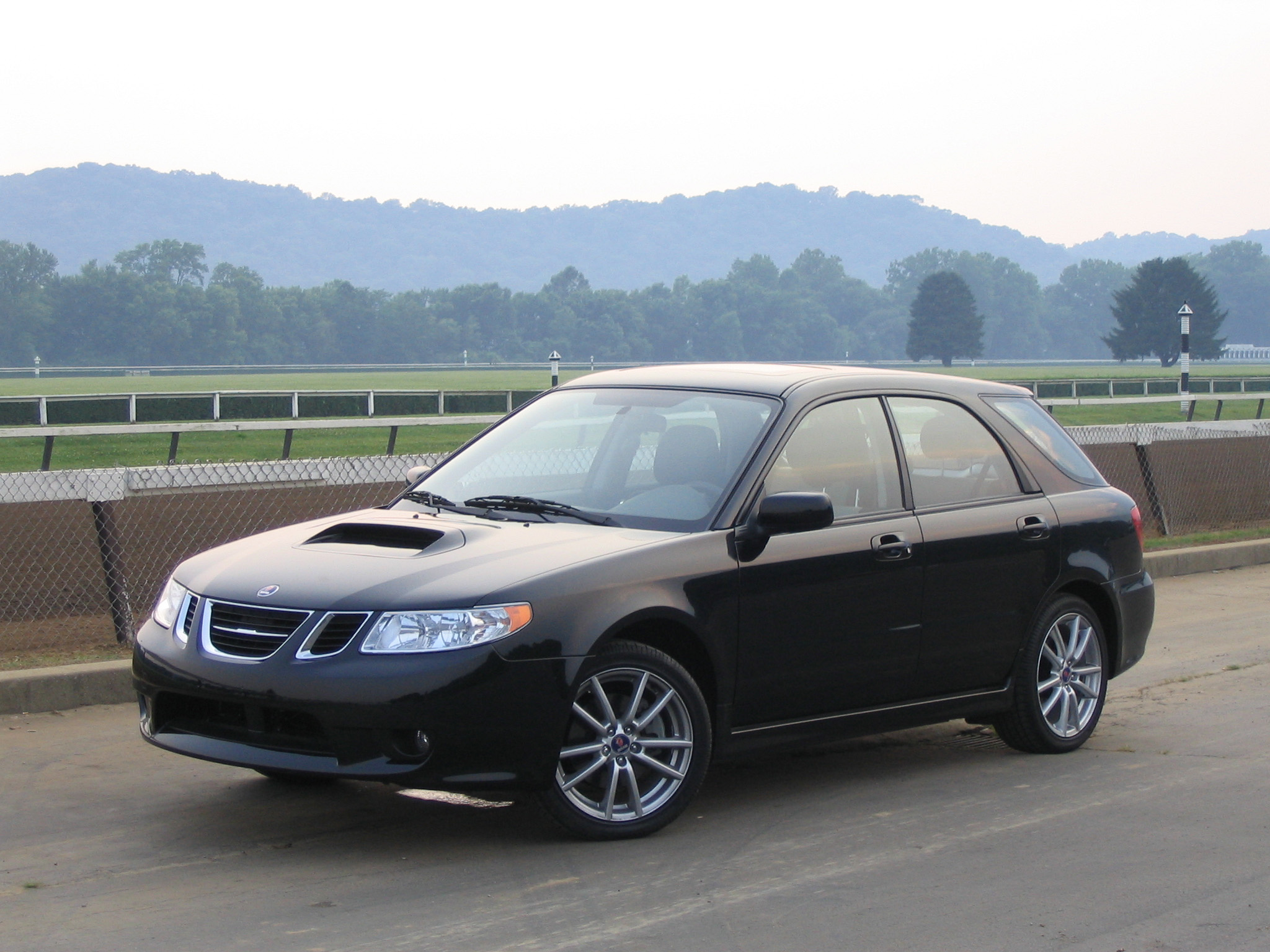
Saab 9-2X

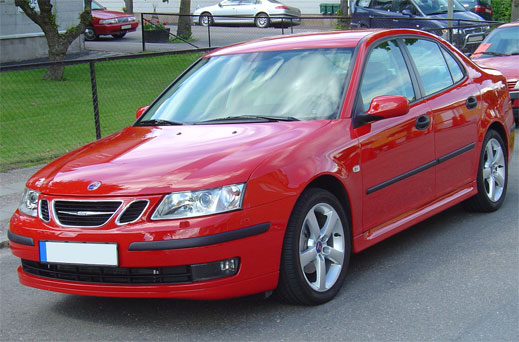
Saab 9-3 SportSedan II przed liftingiem

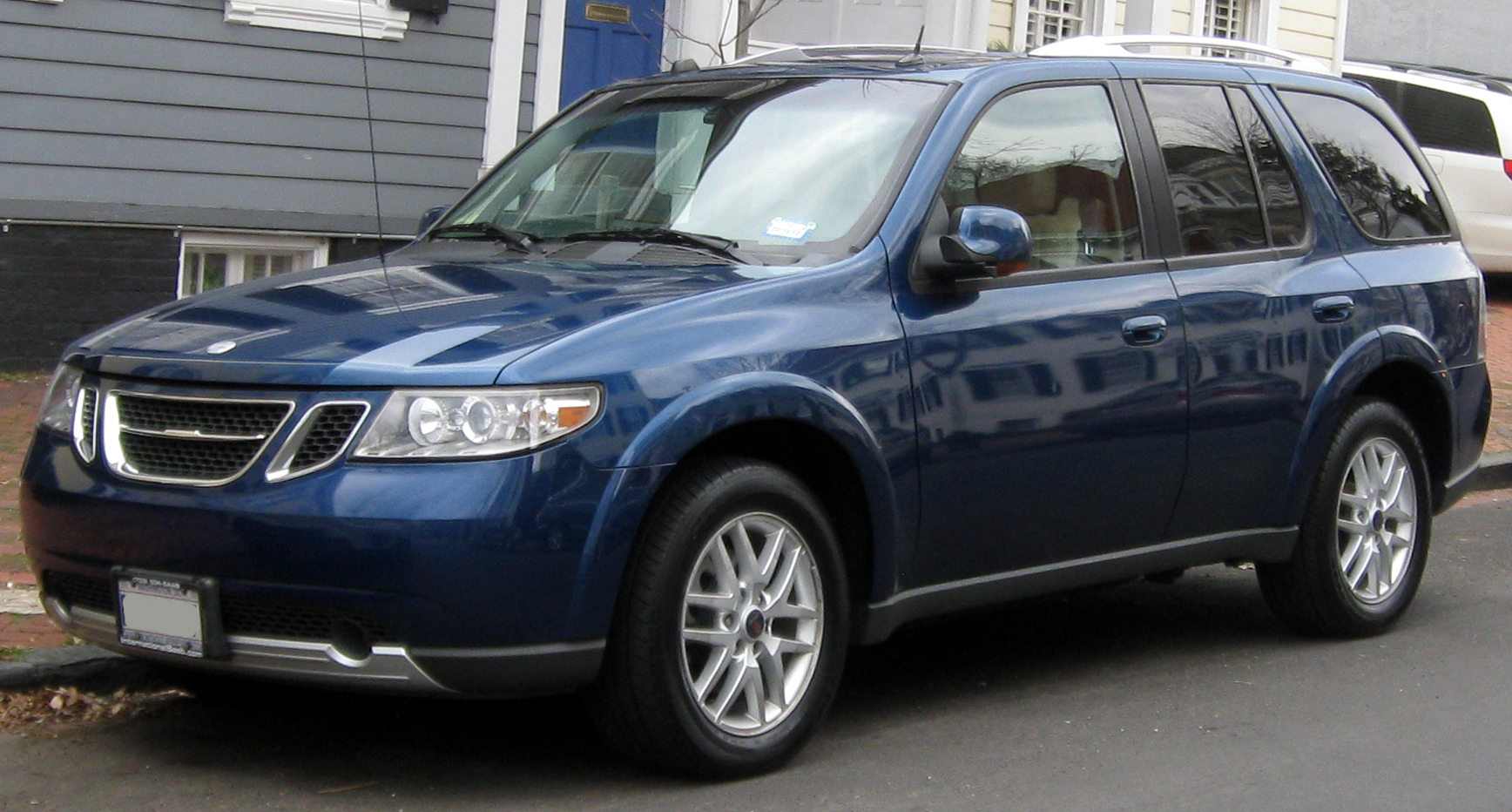
Saab 9-7X

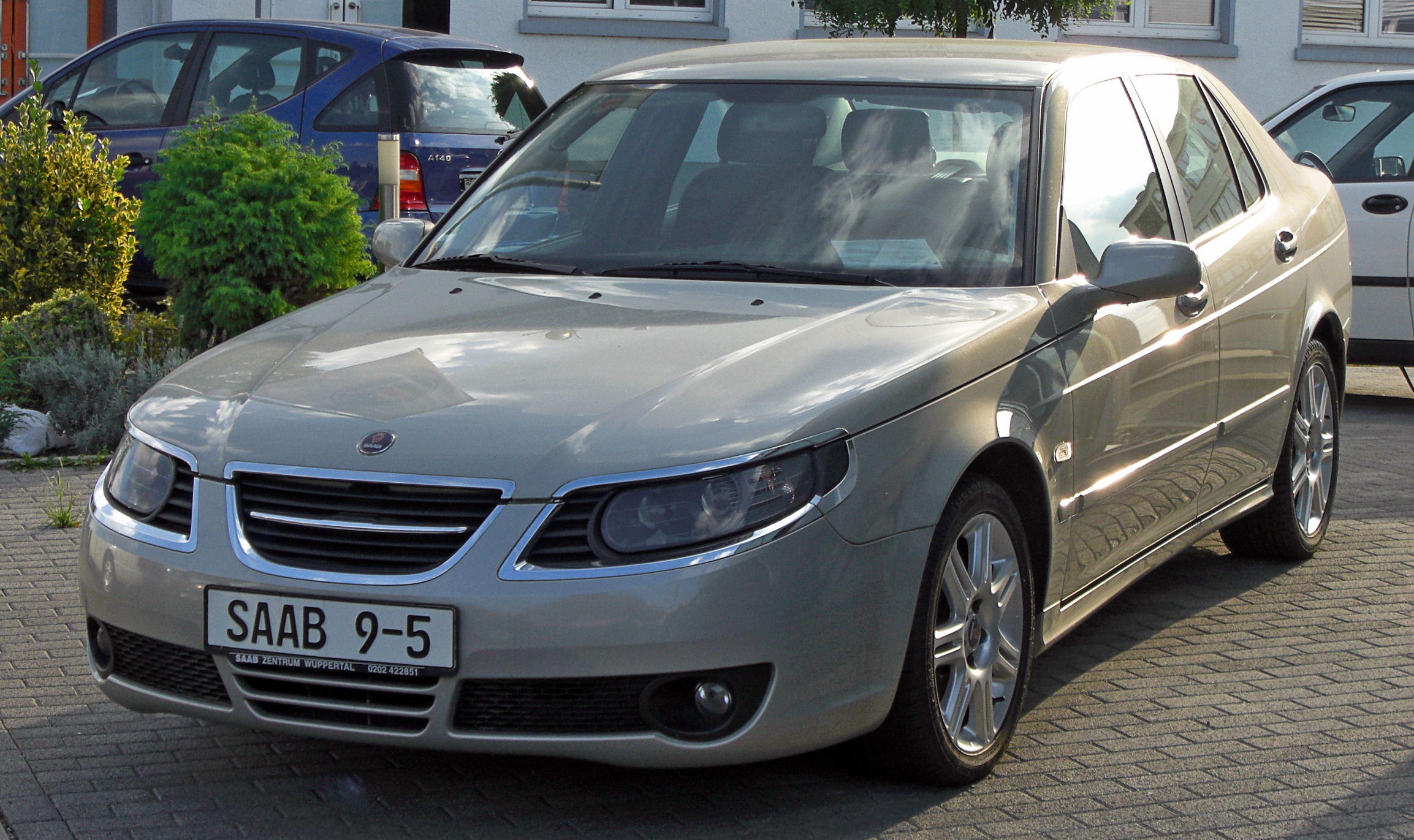
Saab 9-5 I po liftingu

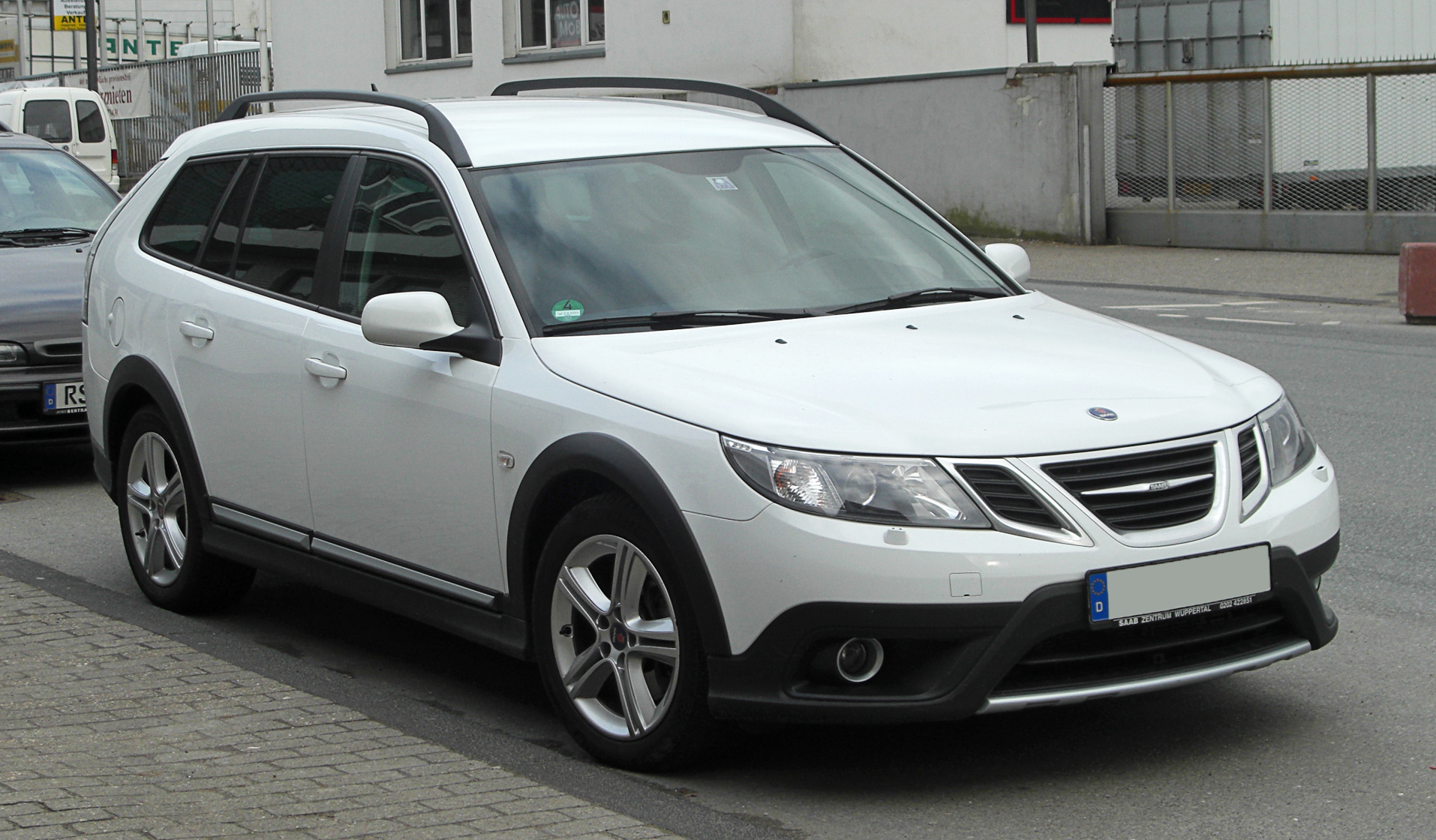
Saab 9-3X (Saab 9-3 II po liftingu)

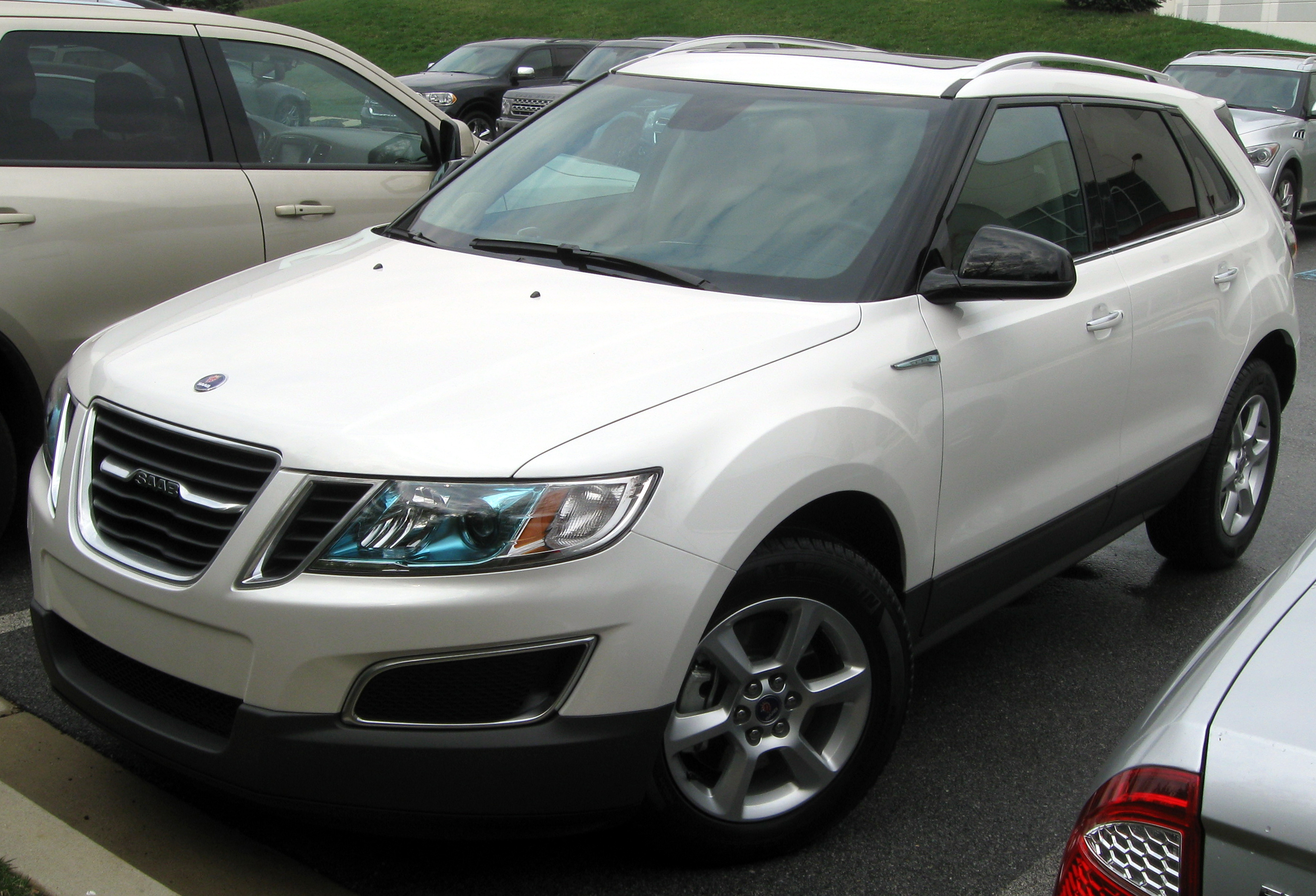
Saab 9-4X

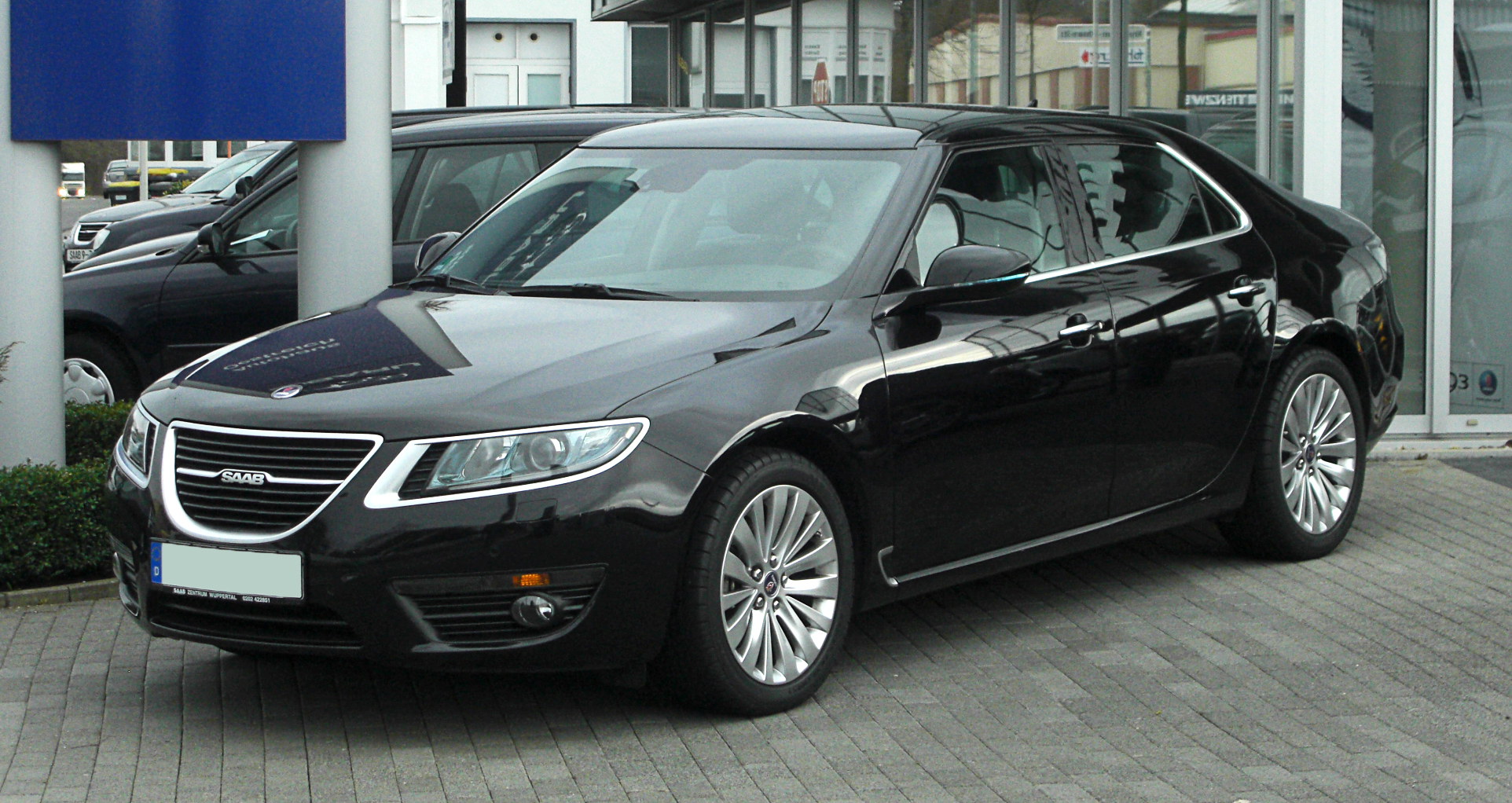
Saab 9-5 II

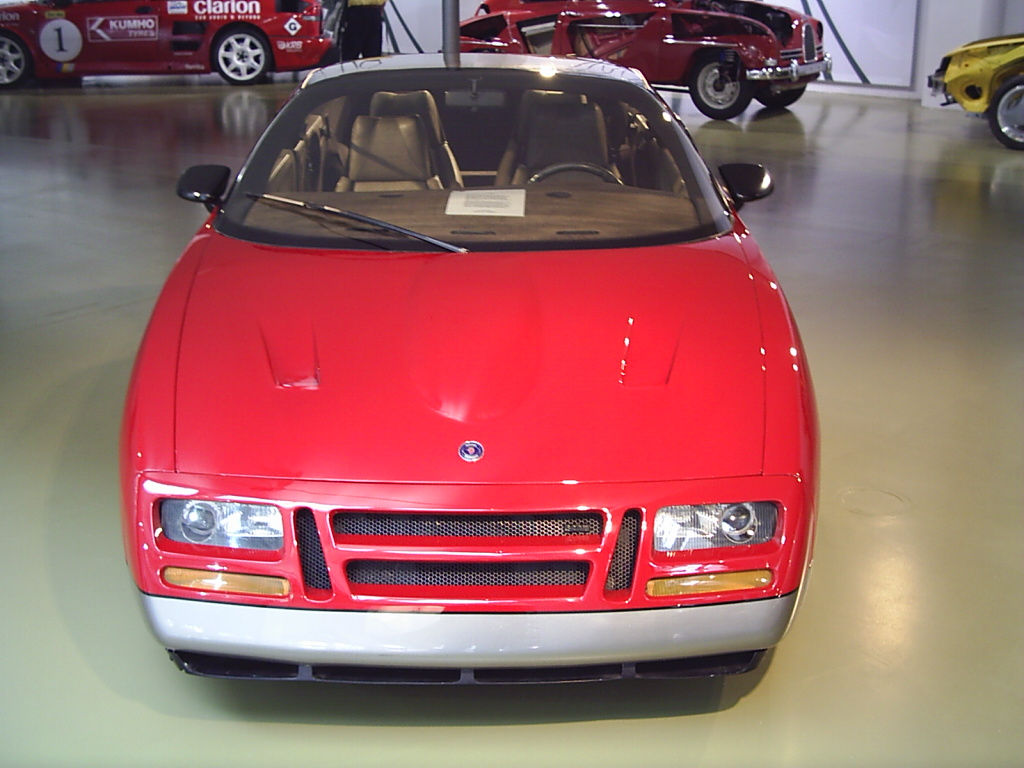
Koncepcyjny Saab EV-1

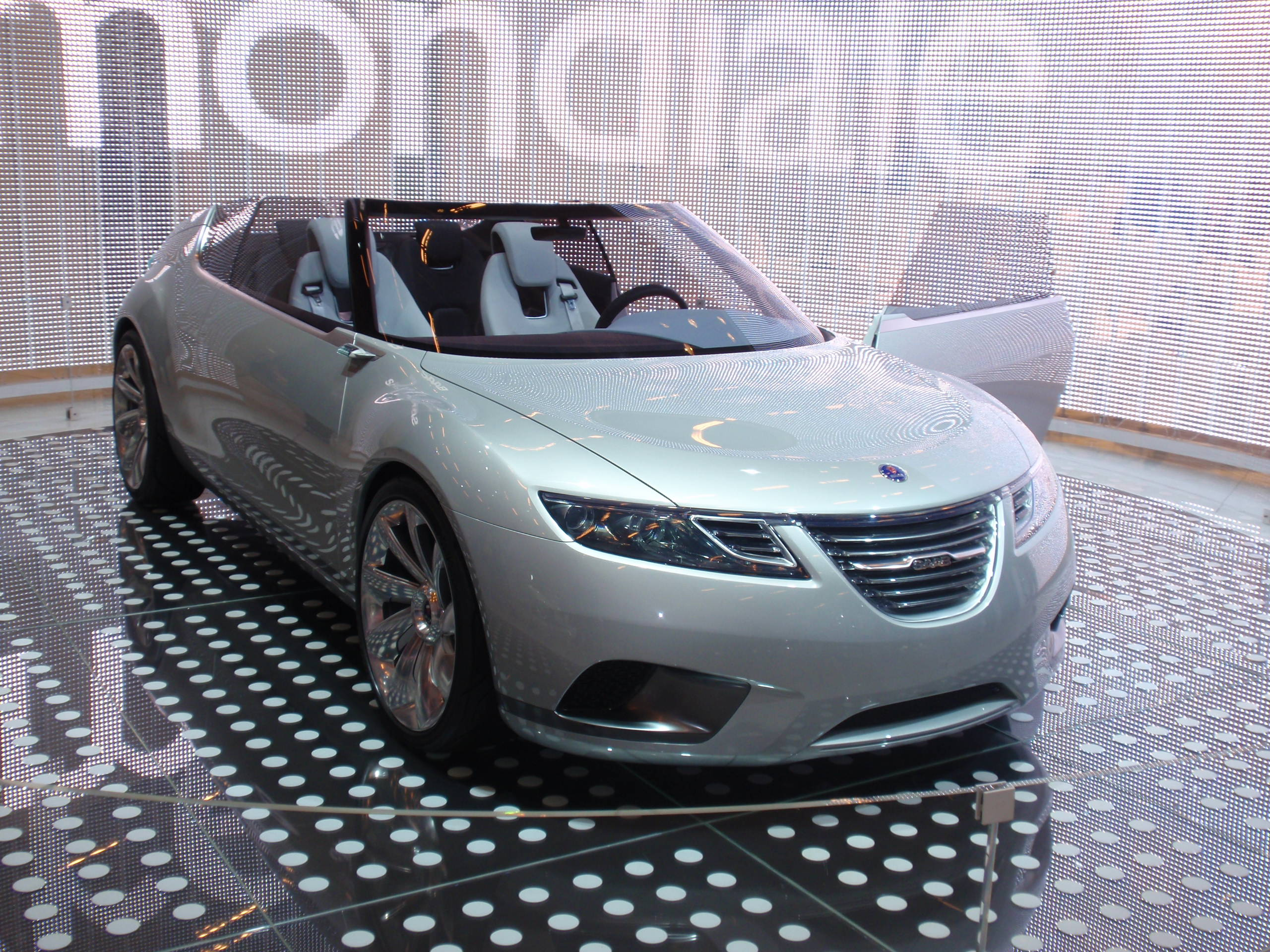
Koncepcyjny Saab 9-X Air

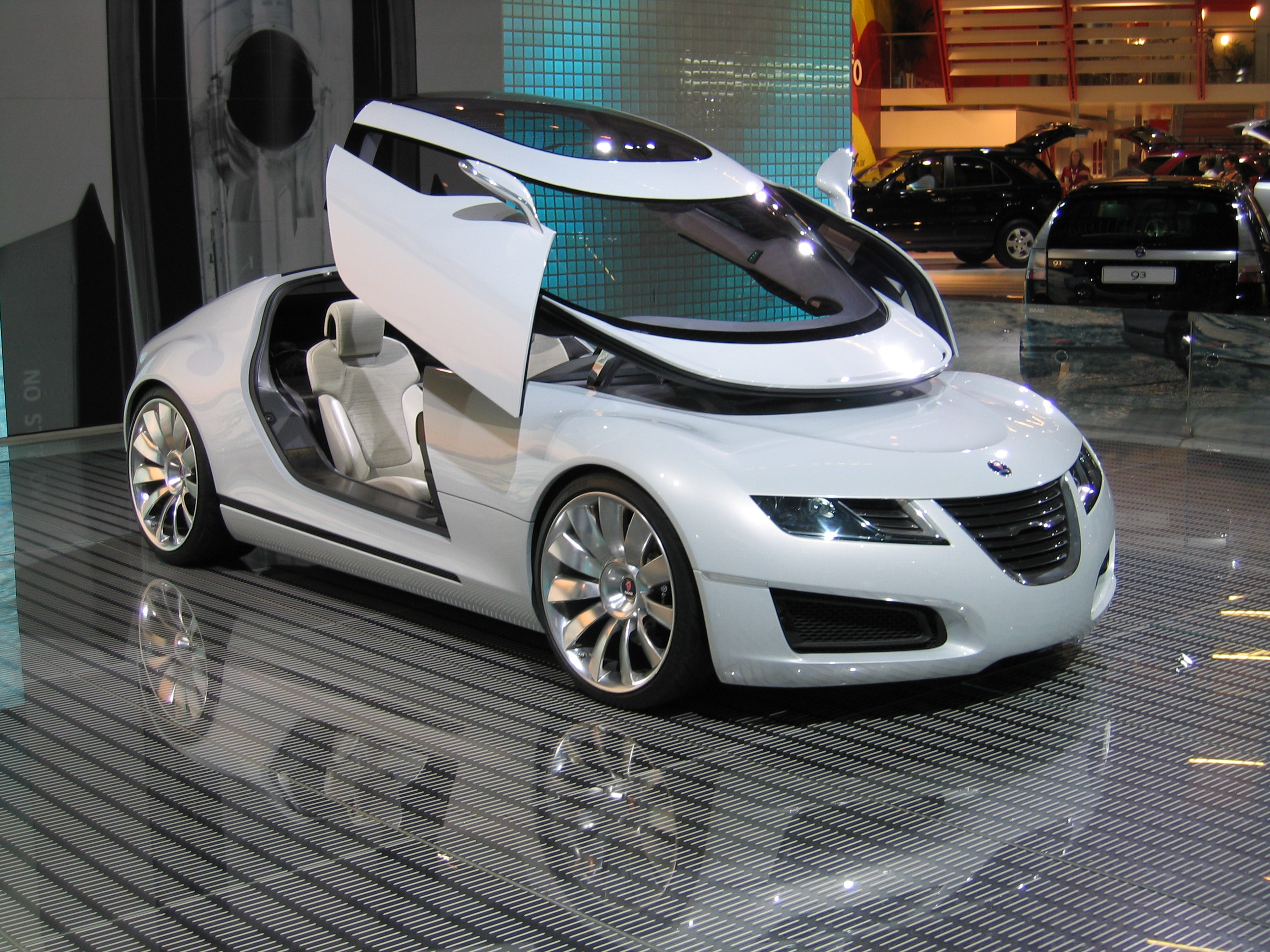
Koncepcyjny Saab Aero-X

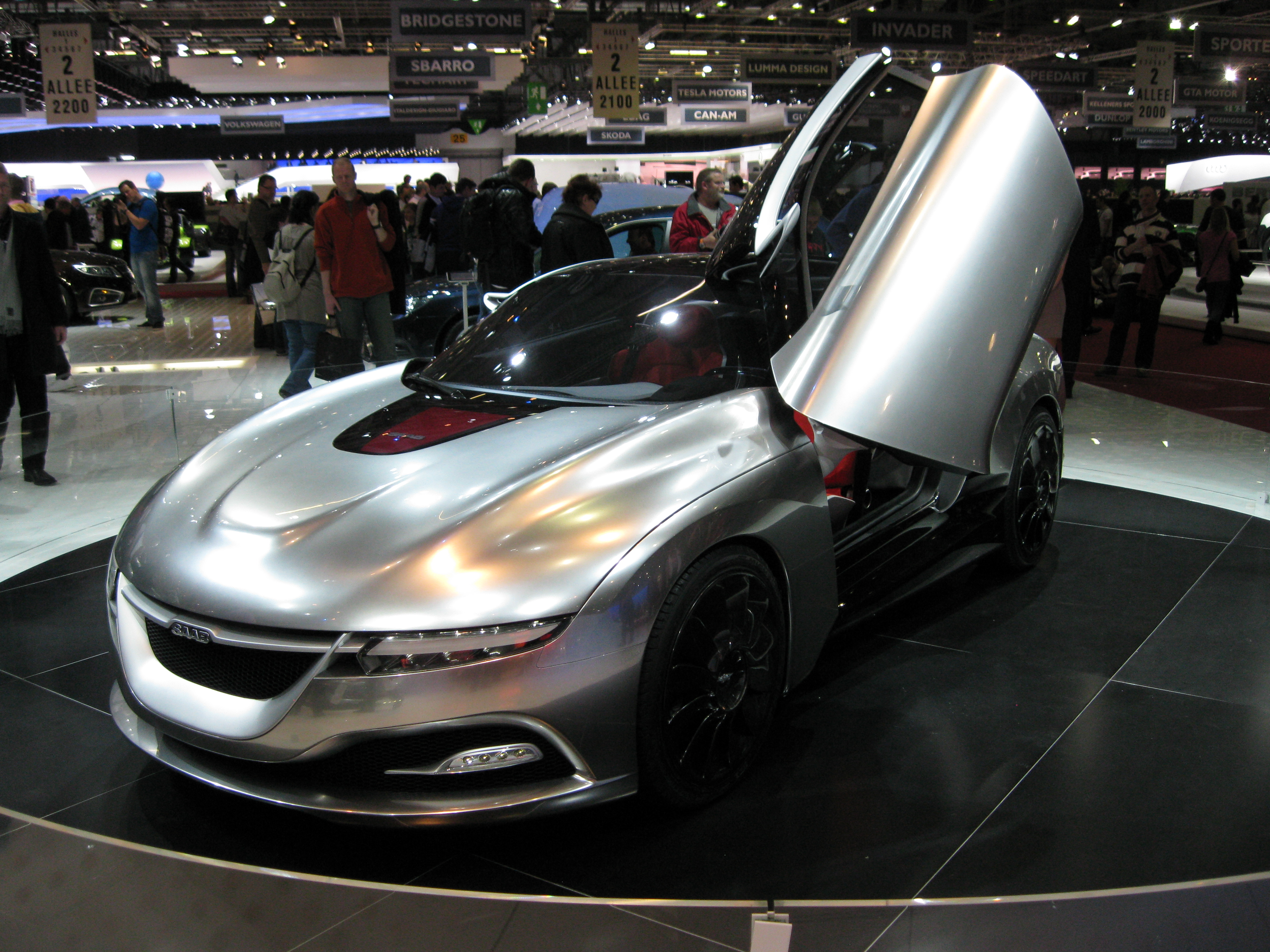
Koncepcyjny Saab PhoeniX

Historia produkcji samochodów osobowych przez koncern lotniczy Saab wiąże się z II wojną światową po której dział lotniczy stanął w obliczu stagnacji na rynku samolotów, gdyż skończyły się zamówienia wojskowe, dlatego kierownictwo przedsiębiorstwa postanowiło stworzyć dochodowy dział zajmujący się produkcją samochodów osobowych, który nazwany został Saab Automobile AB.
Stworzenie pierwszego w dziejach przedsiębiorstwa samochodu oraz kierownictwo nad tym zadaniem zlecono projektantowi skrzydeł Gunnarowi Lujunströmowi. W pracach uczestniczył również stylista Sixten Sason. W założeniach producenta auto miało być bardzo tanie i użyteczne
Pierwszym autem marki Saab był prototyp Ursaab z 1946 roku intensywnie testowany w tunelu aerodynamicznym, dzięki czemu pojazd cechował się bardzo dobrym współczynnikiem aerodynamicznym wynoszącym 0,32. 10 czerwca 1947 roku zaprezentowano drugi prototyp pojazdu. W stylistyce auta widać było wpływ doświadczeń lotniczych przedsiębiorstwa. Karoserię wykonano w kształcie skrzydła samolotu. Prace projektowe, które prowadzono w Linköping kontynuowano od jesieni 1947 roku w Trollhättan, gdzie koncern przeniósł wydział motoryzacyjny. Pojazd trafił do produkcji jako Saab 92 12 grudnia 1949 roku. Pierwsze egzemplarze zjechały z taśm montażowych 16 stycznia 1950 roku.
We wrześniu 1953 roku zaprezentowano kolejny model Saab 93 zasilany silnikiem trzycylindrowym. Jednocześnie pracowano nad lekkim pojazdem dwuosobowym Saab Sonett. Auto zasilane dwusuwowym silnikiem zbudowane zostało z włókna węglowego. Po kilku latach twórca modelu Sonett Rolf Mellde dopracował testowe modele rozpoczynając jednocześnie produkcję dwudrzwiowego coupé jako model 97 zwany Sonnet II/III. W 1954 roku przeniesiono produkcję silników oraz skrzyni biegów do Göteborga.
W 1960 roku Saab wykupił spółkę ANA AB Nykopings Automobilfabrik dzięki której stworzył sieć dystrybucji w Szwecji. W tym samym roku utworzono przedstawicielstwo na rynek brytyjski pod nazwą Saab GB Ltd. W 1965 roku zamieniono nazwę na SAAB Aktiebolag.
W 1969 roku Saab Aktiebolag połączył się ze szwedzkim producentem samochodów ciężarowych – Aktiebolaget Scania Vabis nosząc do rozwodu w 1995 roku nazwę oraz logo Saab-Scania Aktiebolag. Wszystkie działania związane z samochodami ciężarowymi, osobowymi oraz autobusami przejęte zostały przez Departament Pojazdów z kierownictwem w Sodertalje. W tym samym roku Saab przejął 50 procent akcji fińskiej spółki Valmet Automotive mieszczącej się w Uusikaupunki, gdzie następnie rozpoczęto produkcję pojazdów. W lipcu tego samego roku zmieniona została nazwa ANA na Saab-ANA AB.
W 1970 roku jako pierwszy producent na świecie Saab wprowadził do swoich pojazdów wycieraczki oraz spryskiwacze reflektorów przednich, a rok później dzięki bólowi pleców jednego z menadżerów wprowadzono elektrycznie podgrzewany fotel kierowcy. W 1972 roku Saab Scania Automotive Division został podzielony na Scania i Saab Division, z kierownictwem tego ostatniego przeniesionym do Nykoping. Rok później otwarto nową fabrykę podzespołów w belgijskim Mechelen. W 1977 roku doszło do pertraktacji przedstawicieli Saab i Volvo Car Corporation na temat ewentualnej fuzji przedsiębiorstw, której powodem miała być duża konkurencja zagranicznych koncernów oraz obniżenie kosztów produkcji. Jednak kierownictwo Volvo wycofało się z głosowania, które miało przesadzić o całej sprawie. W 1978 roku Saab jako pierwszy producent na świecie zaprezentował pierwszy seryjnie produkowany samochód rodzinny wyposażony w turbosprężarkę – Saab 900, a także podpisał umową z koncernem FIAT oraz marką Lancia o współpracę przy realizacji nowego projektu – 9000.
Na przełomie lat 70. i 80. do standardowego wyposażenia pojazdów wprowadzono filtry przeciwpyłkowe oraz zmieniono numerację modeli. Rozpoczęto produkcję najpopularniejszego modelu marki Saab 900, a następnie w zaprojektowanym w 1984 roku przez Giorgetto Giugiaro modelu 9000 wprowadzono system ABS. W 1983 roku, podczas targów motoryzacyjnych we Frankfurcie, zaprezentowano nowy model koncepcyjny – 900 Convertible, który następnie został wprowadzony do produkcji.
W latach 70. nastąpił zastój w produkcji samochodów spowodowany słabą opłacalnością. Sytuacja poprawiła się dopiero w latach 80., kiedy to spółka zaczęła odnosić sukcesy na amerykańskim rynku. Jednak w końcu lat 80. sytuacja finansowa spółki znów się pogorszyła. W 1989 roku dział zajmujący się produkcją samochodów został nabyty (połowa akcji) przez amerykański koncern General Motors, który dziesięć lat później dokupił resztę akcji, stając się jedynym właścicielem spółki. General Motors w ostatniej chwili wyprzedził w przejęciu Saaba włoski koncern FIAT. W 1990 roku utworzono Saab Automobile AB z kierownictwem w Trollhättan.
W wyniku współpracy z General Motors w 1993 roku wprowadzono bazującą na Oplu Vectrze A drugą generację modelu 900, a w 1997 roku bazujący na modelu Vectra B model 9-5. W 2003 roku wprowadzono na rynek bazującą na Vectrze C drugą generację modelu 9-3, a w 2010 roku bazującą na modelu Opel Insignia drugą generację 9-5.
W 1993 w modelu 900 zaprezentowano znany z kokpitów samolotów system Night Panel, który umożliwia kierowcy wyłączenie podświetlenia deski rozdzielczej z wyjątkiem prędkościomierza, w celu ograniczenia ilości punktów świetlnych rozpraszających wzrok podczas jazdy nocą. W 1997 roku wprowadzono do wyposażenia standardowego pojazdów system aktywnych zagłówków SAHR, cztery poduszki powietrzne, pirotechniczne napinacze pasów bezpieczeństwa oraz kontrolowane strefy zgniotu. W 1999 roku koncern General Motors zmusił zarząd Saaba do restrukturyzacji nierentownych zakładów.
W 2004 roku Saab nawiązał współpracę z Fuji Heavy Industries – producentem aut Subaru, której efektem jest model 9-2X powstały na bazie modelu Subaru Impreza. W 2007 roku zaprezentowano ekologiczny silnik BioPower przystosowany do spalania benzyny oraz bioetanolu o zwartości do 85% etanolu (E85).
17 lutego 2009 roku Saab złożył wniosek do sądu w Vänersborgu o restrukturyzację. Wcześniej General Motors poprosiło szwedzki rząd o pomoc w wysokości 5 miliardów koron, aby utrzymać produkcję w zakładzie do 2010 roku. Rząd jednak nie wyraził chęci zajęcia się wnioskiem General Motors. Szwedzki premier Fredrik Reinfeldt powiedział ponadto, że wniosek GM jest „pułapką”, mającą zmusić rząd do dotowania upadających przedsiębiorstw.
18 grudnia 2009 roku koncern GM ogłosił, że fiaskiem zakończyły się rozmowy ze spółką Spyker Cars o przejęciu Saaba. Z powodu braku nowego inwestora dla szwedzkiej spółki oznaczało to zakończenie działalności. Wcześniej z podpisanej już w lecie 2009 roku umowy przejęcia spółki wycofał się szwedzki producent samochodów sportowych Koenigsegg. W tym samym roku chiński Beijing Auto kupił od Saaba prawa do produkcji II generacji modelu 9-3 z 2003 roku oraz II generacji modelu 9-5 z roku 2005. Produkcyjna wersja auta produkowana jest jako BAIC C60 (Saab 9-3) oraz BAIC C71 (Saab 9-5).
26 stycznia 2010 roku wiceprezydent GM John Smith oświadczył, że General Motors i Spyker Cars uzgodniły warunki sprzedaży Saaba Spykerowi. Spyker miał zapłacić General Motors 74 miliony dolarów. 326 milionów w tzw. preferowanych udziałach nowo powstającej spółki zastrzeżone było dla GM. Smith dodał, że rząd szwedzki zagwarantował pożyczkę Europejskiego Banku Inwestycyjnego o wartości około 563,5 miliona dolarów, która musiała zostać jeszcze zatwierdzona przez Komisję Europejską. Spyker podał, że otrzymał również tzw. „backup loan”, czyli wspierającą pożyczkę z Global Emerging Markets Global Yield Fund Ltd z Wielkiej Brytanii w wysokości 211,3 miliona dolarów. Zaś 12 lutego 2010 roku akcjonariusze Spykera wyrazili zgodę na przejęcie Saaba.
W październiku 2010 roku Saab podpisał umowę z niemieckim koncernem BMW Group na dostarczanie jednostek napędowych, które montowane były w nowych modelach koncernu. Silniki to czterocylindrowe motory benzynowe.
19 grudnia 2011 roku szef holenderskiej grupy Swedish Automobile, która była właścicielem spółki Saab, złożył w sądzie w szwedzkim Vaenersborgu wniosek o ogłoszenie bankructwa. Bezpośrednio po ogłoszeniu bankructwa szwedzkie salony, oferujące sprzedaż nowych i używanych samochodów tej marki, odnotowały rekordowy popyt. Produkcję wszystkich samochodów zakończono w 2012 roku. Ostatnie egzemplarze marki Saab (9-3, 9-4X, 9-5) sprzedane zostały 22 marca 2013 roku.
W czerwcu 2012 roku majątek SAAB-a wykupiła spółka NEVS (National Electric Vehicle Sweden). 2 grudnia 2013 roku rozpoczęto seryjną produkcję odrodzonego Saaba modelem 9-3 II generacji po face liftingu. 19 września 2013 roku z linii fabryki w Trollhättan zjechał pierwszy Saab wyprodukowany po wykupieniu przez NEVS. Wyprodukowane auto otrzymało nadwozie ostatnio produkowanego Saaba 9-3, a pod maską turbodoładowany benzynowy silnik.
W maju 2014 roku ze względu na chińskiego inwestora firmę Qingbo, która zwlekała z płatnościami wstrzymano produkcję modelu 9-3, a w czerwcu tego samego roku indyjski koncern motoryzacyjny Mahindra & Mahindra Limited ujawnił zainteresowanie zakupem marki Saab. W sierpniu 2014 roku dostawca urządzeń do testowania, firma Labo Test zgłosiła do szwedzkiego sądu wniosek o odzyskanie pieniędzy, które winna jest firma NEVS. We wrześniu 2014 roku koncern zbrojeniowy SAAB AB, do którego do 1990 roku należała spółka Saab Automobile wycofał zgodę na używanie nazwy Saab w stosunku do samochodów produkowanych przez NEVS.
W grudniu 2014 roku ogłoszono, że obecny właściciel przedsiębiorstwa – NEVS, planuje na początku roku 2015 sprzedać pakiet większościowy udziałów indyjskiej spółce Mahindra & Mahindra Limited. W lutym 2015 roku NEVS po raz kolejny rozpoczął produkcję modelu 9-3. W kwietniu 2015 roku decyzją Sądu uznano, że reorganizacja przedsiębiorstwa została ukończona i przyszedł czas na spłatę długów. Przedsiębiorstwo zostało ponownie wystawione na sprzedaż.
Pod koniec maja 2015 roku ogłoszono, że nowe samochody marki produkowane będą w chińskiej miejscowości Tianjin dzięki pozyskaniu dwóch nowych partnerów, którymi są chińskie spółki Tianjin Binhai Hi-tech industrial Development Area (THT) i State Research Information Technology (SRIT), których zastrzyk finansowy umożliwi rozpoczęcie produkcji samochodów z napędem elektrycznym. W pierwszej kolejności auta będą przeznaczone na rynek chiński.
Pod koniec sierpnia 2015 roku produkująca sprzęt wojskowy Saab Group poinformowała, że nie zgadza się na dalsze używanie nazwy Saab do produkcji samochodów, a w połowie grudnia 2015 roku ogłoszono, że NEVS ma zamiar wprowadzić do produkcji w ciągu kilku lat kilka nowych modeli.
Na początku grudnia 2017 roku w chińskiej fabryce NEVS w Tiencinie rozpoczęto produkcję elektrycznego modelu 9-3 oferowanego jako NEVS 9-3EV.

## Logo
| Lata      | Logo | Opis |
| --------- | ---- | --- |
| 1947–1965 |      | Pierwsze zarejestrowane logo firmy; Napis Saab oraz nawiązanie do lotniczej historii marki poprzez umieszczenie pod napisem pokazanego od przodu dwusilnikowego samolotu |
| 1965–1974 |      | Napis Saab identyczny jak pierwsze logo umieszczony na niebieskim tle w kwadracie otoczonym srebrną ramką                                                                |
| 1974–1984 |      | Proste logo Saab złożone z czterech drukowanych liter |
| 1984–2000 |      | Logo Saab-Scania; pierwsze logo z charakterystycznym gryfem pochodziło z firmy Scania, która w 1982 roku połączyła się z Saabem                                          |
| 2000–2012 |      | Logo Saab po rozstaniu ze Scanią i przejęciu przez koncern General Motors                                                                                                |
| 2012–2015 |      | Logo marki po przejęciu przez National Electric Vehicle Sweden |

## Samochody

### Modele samochodów
- GT750/GT850 (1958–1960)
- Formula Junior (1960)
- 90 (1984–1987)
- 92 (1949–1956)
- 93 (1956–1960)
- 95 (1959–1978)
- 96 (1960–1980)
- 97 (1966–1969)
- 99 (1968–1984)
- 600 (1980–1982)
- 900 (1978–1998)
- 9000 (1984–1998)
- 9-2X (2004–2006)
- 9-3 (1998–2012; 2013–2014 oraz luty 2015)
- 9-4X (2011–2012)
- 9-5 (1997–2012)
- 9-7X (2005–2008)

### Modele prototypowe
- Ursaab (1946)
- Sonett I (Saab 94) (1956)
- Facett
- Monstret (1959)
- 60 (1962)
- Quantum (1962–1963)
- Catherina (1964)
- MFI13 (1965)
- Toad (1966)
- 98 (1974)
- 900 Safari Wagon (1981)
- BlueSpirit (1982)
- 900 Speedster (1984)
- EV-1 (1985)
- 9-X (2001)
- 93-X (2002)
- 9-3 SportHatch (2003)
- 9-5 Aero BioPower (2006)
- Aero-X (2006)
- Blackbird (2008)
- 9-X Biohybrid (2008)
- 9-Griffin (2009)
- Fasionista (2009)
- 9-X Air (2009)
- Spyker 9+ Tribute (2010)
- 9-3 ePower (2010)
- Nespresso Concept (2011)
- PhoeniX (2011)
- 9-6 (2011)

W 2008 roku w sieci opublikowane zostały teasery modelu 9-1X, który konkurować miał z pojazdami typu premium klasy kompaktowej. Auto dzielić miało podzespoły z czwartą generacją Opla Astry. Do prezentacji pojazdu nigdy nie doszło.

### Inne produkty
- SAABO

## Innowacje
- 1952 – umieszczenie baku paliwa nisko pomiędzy tylnymi kołami
- 1958 – trzypunktowe pasy bezpieczeństwa oferowane w standardzie
- 1967 – kolumna kierownicy z podwójnym przegubem oraz strefy zgniotu z przodu i tyłu samochodu
- 1969 – automatycznie włączające się światła wraz z silnikiem na rynki skandynawskie oraz umieszczenie stacyjki obok skrzyni biegów[6]
- 1970 – spryskiwacze i wycieraczki przednich reflektorów[6]
- 1971 – zderzaki pochłaniające siły zderzenia do prędkości 8 km/h
- 1972 – podgrzewane siedzenia oraz belki wzmacniające w drzwiach[6]
- 1972 – Saab 99 EMS – manualna skrzynia biegów + automatyczne sprzęgło
- 1976 – zastosowanie sondy Lambda wraz z trójdrożnym katalizatorem
- 1978 – filtr powietrza przedziału pasażerskiego
- 1980 – Automatic Performance Control (APC) – funkcja regulacji turbosprężarki pozwalająca na używanie niskooktanowej benzyny
- 1981 – Saab wprowadza dzielone na strefy lusterko boczne, co eliminuje martwy punkt
- 1982 – Saab rezygnuje z używania materiałów zawierających azbest w klockach i tarczach hamulcowych[34]
- 1983 – Saab prezentuje turbodoładowany 16-zaworowy silnik
- 1985 – system sterowanego zapłonu (DI) ułatwiający rozruch przy niskich temperaturach
- 1991 – Saab Trionic – system sterowania silnikiem
- 1991 – Eliminacja z układu klimatyzacji freonu
- 1993 – Saab Safeseat – siedzenia pozbawione niebezpiecznych elementów
- 1993 – Night Panel – system wygaszania niepotrzebnego oświetlenia deski rozdzielczej
- 1997 – Saab Active Head Restraint (SAHR) – aktywne zagłówki
- 1997 – Saab wprowadza elektroniczny rozdział siły hamowania oraz wentylowane fotele
- 2000 – Saab Variable Compression (SVC) – prototyp silnika benzynowego o zmiennym stopniu sprężania
- 2002 – Saab wprowadza system aktywnej osi tylnej (Saab ReAxs) oraz drugą generację aktywnych zagłówków SAHR2
- 2006 – Saab opracował jednostkę flex-fuel zasilaną czystym paliwem E100
- 2006 – Saab rozpoczyna testy innowacyjnego klucza Alcokey, który nie pozwala uruchomić samochodu nietrzeźwemu kierowcy
- 2007 – Saab wprowadza innowacyjny napęd na cztery koła (XWD)
- 2007 – Saab wprowadza na rynek ekologiczny silnik BioPower zasilany benzyną oraz bioetanolem

Do produkcji nie udało się wprowadzić m.in. termicznego akumulatora gromadzącego ciepło celem szybszego rozgrzania zimnego silnika oraz specjalnego pojemnika na spaliny z funkcją gromadzenia i obiegu zamkniętego gazów wydechowych, służący szybszemu rozgrzaniu katalizatora do temperatury jego pracy.

### Oryginalne rozwiązania
- Sensonic/Sentronic

Skrzynia biegów Sensonic dostępna była wyłącznie w silnikach z turbodoładowaniem. Podobnie jak w zwykłej skrzyni biegów zastosowano klasyczną dźwignię zmiany biegów, wprowadzono jednak automatyczne, komputerowo sterowane sprzęgło. Sensonic zdobył wiele nagród, z czasem Saab wycofał się jednak z produkcji, ze względu na wysokie koszty napraw i dużą awaryjność.
- Night Panel

System pozwalający na wygaszenie niepotrzebnego oświetlenia na desce rozdzielczej, które rozprasza uwagę kierowcy, oprócz prędkościomierza.
- SID (Saab Information Display)

Wyświetlacz komputera pokładowego wyświetlający zegar, zużycie paliwa, zasięg na zbiorniku, temperaturę zewnętrzną, wyświetlacz firmowego zestawu audio oraz pokładowego systemu samodiagnozowania.
- Saab ReAxs

System pasywnego kierowania kół tylnych montowany w drugiej generacji modelu 9-3.

## Sukcesy sportowe

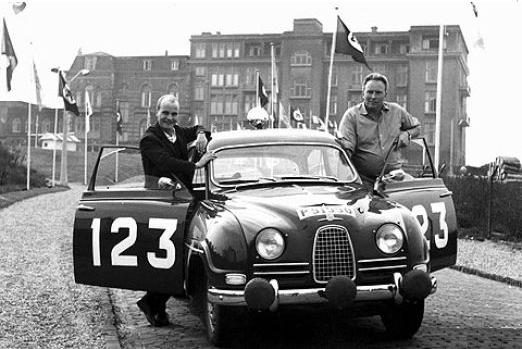
Erik Carlsson w Saabie 96

Szwedzki zawodnik Erik Carlsson prowadząc Saaba 96 wygrał m.in. Rajd 1000 jezior, brytyjski RAC oraz Rajd Monte Carlo.

## Zakłady produkcyjne[35]
- Szwecja:
  - Arlöv – Saab 900
  - Malmö – montownia Saaba 1989–1991 wytwarzająca model 900
  - Nyköping – Saab 9-3
  - Trollhättan – Saab 90, Saab 95, Saab 96, Saab 97, Saab 99, Saab 600, Saab 900, Saab 9000, Saab 9000 Aero, Saab 9-3, Saab 9-5
- Finlandia:
  - Uusikaupunki/Nystad – montowania w siedzibie Valmet Automotive; Saab 90, Saab 95, Saab 96, Saab 99, Saab 900, Saab 9000, Saab 9-3
- Austria:
  - Graz – Saab 9-3 Convertible
- Belgia:
  - Mechelen
- Meksyk:
  - Ramos Arizpe – Saab 9-4X
- Japonia:
  - Ōta – Saab 9-2X
- Stany Zjednoczone:
  - Ohio, Moraine – Saab 9-7X

## Muzeum Saaba[36]

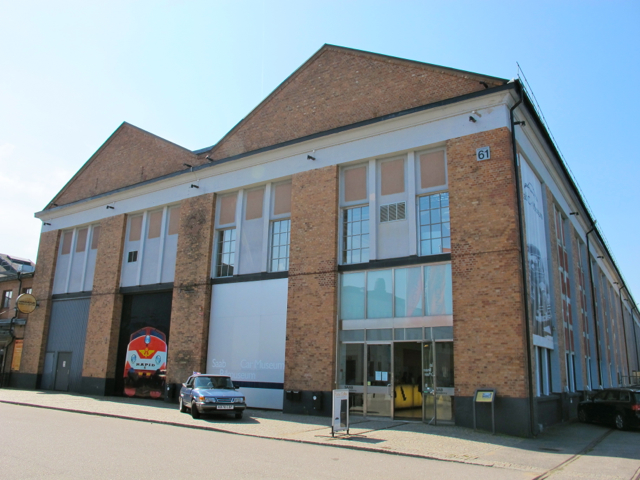
Saab Car Museum

W 1975 roku w Trollhättan z inicjatywy Alberta Trommera, legendarnego dyrektora Saab-Scania otwarto Saab Car Museum, gdzie znajdują się 123 pojazdy, w tym m.in. cenne pojazdy koncepcyjne (Ursaab, EV-1, Aero-X itp.).
Pierwsze muzeum umieszczono w piwnicy byłej sieci dealerskiej ANA. W 1987 roku z okazji 50-lecia istnienia przedsiębiorstwa muzeum przeniesiono do starej parowozowni. Dziesięć lat później muzeum doczekało się gruntownej przebudowy.
Z powodu bankructwa przedsiębiorstwa w 2012 roku planowano wyprzedać całą kolekcję. Dzięki władzom Trollhättan oraz Saab AB i Fundacji Wallenberg udało się uratować w 2012 roku muzeum przed wyprzedaniem wszystkich eksponatów.